# Douglas Tomuriesa
Douglas Tomuriesa est un homme politique papou-néo-guinéen.
Titulaire d'une licence en ingénierie civile de l'Université de technologie de Lae, il entre dans le milieu des affaires et est élu député au Parlement national pour la première fois lors des élections législatives de juin-juillet 2012. Député de l'île de Kiriwina, il est élu sous l'étiquette du Parti rural,. Lorsque le Premier ministre Peter O'Neill forme son gouvernement début août, il nomme Tomuriesa ministre des Forêts et du Changement climatique, dans le cadre d'un gouvernement de coalition. En mai 2014, il quitte le Parti rural et rejoint le parti du Congrès national populaire (CNP) de Peter O'Neill.
Réélu député en 2017, il conserve son ministère dans le gouvernement O'Neill puis est nommé ministre des Relations avec le Parlement le 17 avril 2019. Le gouvernement perd la confiance du Parlement et doit démissionner en juin 2019 ; Douglas Tomuriesa rejoint alors le Pangu Pati, le parti du nouveau Premier ministre James Marape. En avril 2020, il quitte ce parti et devient membre du Parti pour notre développement, puis quitte celui-ci pour rejoindre à nouveau le Pangu Pati. Il quitte ensuite ce dernier et redevient membre du parti Congrès national populaire. Accusé d'avoir détourné quelque 6 millions de kina (1,7 million d'euros) d'argent public entre 2012 et 2013 lorsqu'il était ministre, il est arrêté en 2021, puis relâché en avril 2022 sur ordre du tribunal pour vice de procédure.
À l'issue des élections législatives de 2022, le CNP est le principal parti d'opposition au Parlement. Le 12 août, les députés du parti élisent Joseph Lelang au poste de chef de l'opposition parlementaire face au gouvernement de coalition de James Marape, et élisent Douglas Tomuriesa chef-adjoint de l'opposition,.
Le 11 février 2024, Joseph Lelang démissionne de la direction de l'opposition et rejoint les rangs du gouvernement. Le 13 février, l'opposition, composée dès lors de vingt-deux députés, élit Douglas Tomuriesa chef de l'opposition parlementaire, avec James Nomane pour adjoint. Il nomme son cabinet fantôme le 5 mars,.